# Cometes pulcherrimus
Cometes pulcherrimus là một loài bọ cánh cứng trong họ Cerambycidae.